# Henri Proglio
Henri Proglio (ur. 29 czerwca 1949) – francuski biznesmen, były prezes zarządu i dyrektor generalny Électricité de France oraz były dyrektor generalny Veolia Environnement.

## Życie i kariera
Henri Proglio, pochodzenia włoskiego, urodził się w Antibes. Jest absolwentem HEC Paris (klasa 1971).
W 1972 r. rozpoczął pracę w Compagnie Générale des Eaux, a w 1990 r. został prezesem i dyrektorem generalnym. W 1999 r. został mianowany wiceprezesem Vivendi Universal oraz prezesem i dyrektorem generalnym Vivendi Water. W 2000 roku został prezesem Veolia Environnement; Trzy lata później został także jej dyrektorem generalnym.
Pełni funkcję dyrektora niewykonawczego w spółkach CNP Assurances, Dassault Aviation i Natixis. W listopadzie 2009 roku został mianowany prezesem i dyrektorem generalnym Électricité de France. Jest członkiem Association Française des Entreprises Privées. Proglio zasiada także w radzie doradczej Pictet Water Fund.
Został odznaczony Komandorem Narodowego Orderu Zasługi Legii Honorowej.
W grudniu 2014 r. Proglio został mianowany zastępcą dowódcy i prezesem Thales Group.